# 아이 씨 유
《아이 씨 유》(영어: I See You)는 2019년 12월에 개봉한 미국의 범죄, 공포, 스릴러, 미스터리, 드라마 영화이다. 애덤 랜들이 감독을 데본 그레이에가 각본을 맡았다. 미국은 2019년 12월 6일에 대한민국은 2021년 3월 11일에 개봉되었다.

## 줄거리
어느 교외 도시에서 자전거를 탄 열 살 소년 그레그 휘터가 실종되고 그레그와 스피츠키 형사가 이 사건을 담당하게 된다. 그레그과 스피츠키 형사는 15년 전 일어난 아동 연쇄 살인 사건과 유사함을 발견하지만 자신들의 손으로 그 당시 범인 검거했기에 혼란에 빠지고 여기에 그레그은 아내 재키의 불륜으로 인해 불화가 생기고 아들과 엄마 사이도 불화가 생기게 되는데 여기에 식기가 없어지거나 TV가 저절로 켜지는 등의 이상한 일들이 집에서 벌어지게 되는데...

## 출연진
- 헬렌 헌트 - 재키 하퍼 역
- 존 테니 - 그레그 하퍼 역
- 주다 루이스 - 코너 하퍼 역
- 오웬 티그 - 앨릭 트래버스 역
- 리베 바러 - 민디 역
- 그레고리 앨런 윌리엄스 - 스피츠키 역
- 에리카 알렉산더 - 모리아 데이비스 역
- 앨리슨 가브리엘 - 그레이스 케일럽 역
- 라일리 카야 - 저스틴 휘터 역
- 니콜 포레스터 - 휘터 부인 역
- 존 뉴버그 - 브라운 역
- 테리 클라크 - 브라운 부인 역
- 제레미 글레이든 - 토미 브라운 역
- 와이어트 매클루어 - 어린 토미 브라운 역
- 브룩스 로즈베리 - 어린 알렉 트래버스 역